# 瑟西 (阿肯色州)
瑟西（英語：Searcy）是一個位於美國阿肯色州懷特縣的城市。根據2020年美國人口普查，該地人口為22937人，而該地的面積約為47.69平方千米。同時該地也是懷特縣的縣治。

## 地理
瑟西的座標為35°14′49″N 91°44′01″W / 35.24694°N 91.73361°W，而該地的平均海拔高度為80米（即245英尺）。